# Podagrion cyaneus
Podagrion cyaneus är en stekelart som beskrevs av William Harris Ashmead 1904. Podagrion cyaneus ingår i släktet Podagrion och familjen gallglanssteklar. Inga underarter finns listade i Catalogue of Life.